# Andreas Schmitt
Andreas Schmitt (* 12. September 1961 in Mainz) ist in der Mainzer Fastnacht aktiv und ein überregional bekannter Büttenredner. Seit 2014 ist er Sitzungspräsident der Fernsehsendung Mainz bleibt Mainz, wie es singt und lacht.

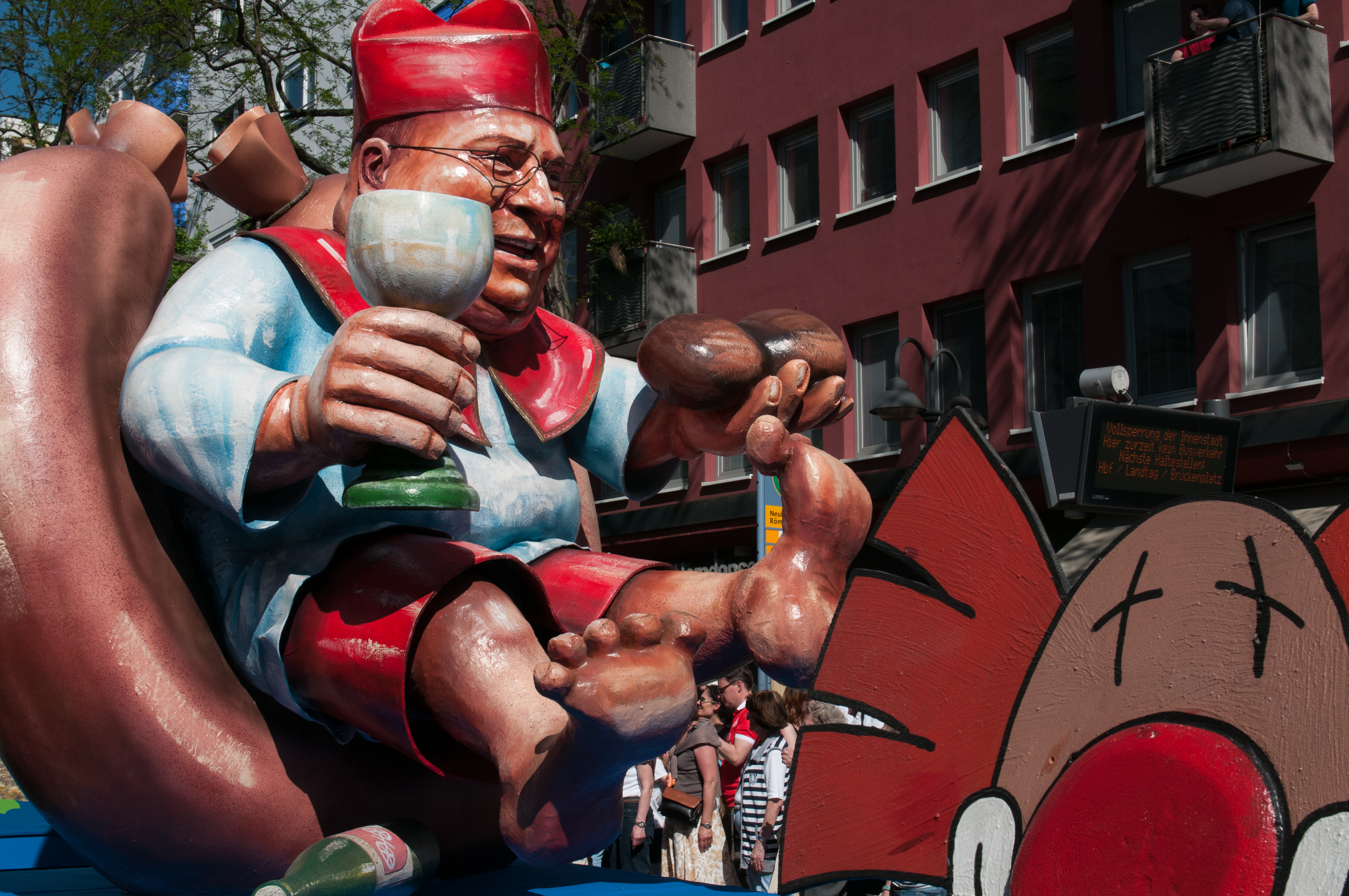
Persiflage auf Andreas Schmitt als Obermessdiener mit Weck, Worscht un Woi beim Rheinhessen-Umzug 2016: Körperwelten: Hier seht Ihr ihn ganz real, den Messdiener vom Kardinal Pure Lust, genießerisch, Körperwelten määnzerisch.

## Leben
Andreas Schmitt ist in einer angestammten Familie in Nieder-Olm aufgewachsen und hat die Gustav-Stresemann-Wirtschaftsschule in Mainz besucht. Anschließend studierte er an der Verwaltungsfachhochschule und wurde Diplomverwaltungs-Fachwirt. Zudem ist er ein von der Industrie- und Handelskammer ausgebildeter Bürokaufmann. Er arbeitete zunächst 15 Jahre in der Industrie für die MIP. Er wurde dort in der Personalabteilung zum EDV-Experten, ehe er in ähnlicher Funktion für das Bistum Mainz in dessen zentraler EDV-Abteilung tätig wurde.
Seit 1976 ist Andreas Schmitt in der Fastnacht aktiv, seit 1982 beim Gonsenheimer Carnevalverein Eiskalte Brüder 1893 und dort auch seit 1995 als Sitzungspräsident im Einsatz. Zudem ist er im Nieder-Olmer Carneval-Club (NOCC) und im Mainzer Carneval-Verein (MCV) aktiv. 2005 kreierte er zum ersten Mal seine Paraderolle als Obermessdiener vom Hohen Dom zu Mainz. Als er 2006 in der Rolle einer Gouvernante (Fräulein Rottenmeier) auftrat, wurde ihm von verschiedener Seite nahegelegt, wieder die Figur des Obermessdieners vom Vorjahr aufzugreifen. Dabei blieb es dann und durch zahlreiche Auftritte in der Fernsehsendung Mainz bleibt Mainz, wie es singt und lacht ist er in dieser Rolle zur Kultfigur geworden.
2014 nominierte das ZDF Andreas Schmitt zum ersten Mal als Sitzungspräsident der Sendung Mainz bleibt Mainz, wie es singt und lacht. Dieser Auswahl schloss sich im darauffolgenden Jahr 2015 auch der SWR an, der die Sendung in ungeraden Jahren im Ersten Programm der ARD ausstrahlt. Damit war Andreas Schmitt in dieser Rolle auch für die folgenden Jahre fest etabliert.
Auch als Sitzungspräsident hielt er daran fest, alljährlich als Obermessdiener in der Fernsehsendung aufzutreten. Mit seinem Wortwitz und dem natürlich wirkenden Humor ist er einem Millionenfernsehpublikum bekannt. Seine rundliche Figur erzeugt zusätzliche Komik, wenn er im fiktiven Kostüm eines Obermessdieners in die Bütt tritt.
Am 21. Februar 2020 trat Schmitt als Obermessdiener mit seiner in der Bütt gehaltenen eindringlichen Rede gegen rechtsradikalen Terror und dessen politische Brandstifter nach dem Anschlag in Hanau 2020 auf. Diese Büttenrede erregte mediale Aufmerksamkeit weit über die Karnevalistenszene hinaus. Es berichteten u. a. die Süddeutsche Zeitung und der Spiegel. Auch in den sozialen Netzwerken erhielt die Rede viel Lob. Diese Mainzer Fastnachtssitzung 2020 wurde vom ZDF ausgestrahlt.
Andreas Schmitt ist auch als Kommunalpolitiker tätig und hat als Mitglied der SPD ein Mandat im Stadtrat von Nieder-Olm.

## Privates
Andreas Schmitt gehört der römisch-katholischen Kirche an, ist verheiratet und Vater zweier Söhne.

## Ehrungen
- 2015 Goldener Narr der Rheinischen Karnevals-Korporationen (RKK)[6]
- 2018 Narrenbrunnenpreis der Stadt Ettlingen
- 2021 Verdienstmedaille des Landes Rheinland-Pfalz